# Кривой Гиров
Криво́й Ги́ров (бел. Крывы́ Гі́раў) — озеро в Речицком районе Гомельской области Беларуси. Относится к бассейну Днепра.
Озеро располагается в 5 км к востоку от города Речица, возле деревни Сенная. Представляет собой старицу Днепра, расположенную в пойме реки. Высота над уровнем моря — 115,9 м.
Площадь зеркала составляет 0,26 км². Длина — 3,42 км, наибольшая ширина — 0,08 км, длина береговой линии — 7,45 км.
Склоны котловины песчаные, высотой до 2 м. Берега низкие, песчаные, преимущественно заболоченные, поросшие кустарником и местами лесом.
Водоём соединён протоками с озёрами Гадынь, Дегтярёво и Цешенское. Вытекает ручей, впадающий в Днепр.